# Michael Klinger (Schauspieler)
Michael Klinger (* 25. April 1960 in Berlin (West)) ist ein deutscher Schauspieler und Synchronsprecher. Bekannt wurde er durch die Rolle des Milchmannes in einem Werbespot für Tetrapak. Weitere Rollen spielte er in SOKO Wismar und anderen Fernsehproduktionen. Klingers Karriere begann 1998 als Briefträger in der RTL-Serie Gute Zeiten, schlechte Zeiten.

## Leben
Nach dem Abitur 1979 studierte Klinger Erziehungswissenschaft und Niederlandistik und schloss das Studium als Diplom-Pädagoge ab. 1994 begann Klinger eine dreijährige Schauspielausbildung in Berlin, ebenso erhielt er Klavier- und Gesangsunterricht. Nach einem Intermezzo als Briefträger in der RTL-Serie Gute Zeiten, schlechte Zeiten erhielt Klinger ein festes Engagement bei der Landesbühne Sachsen-Anhalt in Zeitz. Kindertheater und -Musical sowie klassische Rollen wie Sekretär Wurm in Kabale und Liebe, Schreiber Licht in Der zerbrochne Krug und den Derwisch in Nathan der Weise gehörten zu seinem Repertoire. Von 1999 bis 2000 war Klinger mit einem Tourneetheater deutschlandweit unterwegs. Seither konzentriert er sich auf Rollen bei Film und Fernsehen.
Klinger spricht deutsch, englisch, niederländisch, norwegisch und französisch.

## Filmografie
- ZDF SOKO Wismar, Regie: Serverin Lohmer
- Spielfilm DFFB, fabulae amoris, Regie: Jana Godintschuk
- Fernsehwerbung: Tetra Pak – Hauptrolle als Milchmann, Regie: Joachim Back, Megaphonsieger 2006
- 2004: Spielfilm Tag X, Regie: Nils Willbrandt
- 2003: Spielfilm Amor und Venus, Regie: Takahito Yamaguchi
- 2002: ZDF Streit um Drei, Regie: H. Meer
- 2001: Fernsehspielfilm Westentaschenvenus, Regie: Kirsten Peters

Fernsehserie Schloss Einstein, Regie: Renata Kaye
Fernsehen Anwälte der Toten II, Regie: Lothar Hans
- 1998: RTL Gute Zeiten, schlechte Zeiten